# Hästtjärnen (Bygdeå socken, Västerbotten)
Hästtjärnen är en sjö i Robertsfors kommun i Västerbotten och ingår i Sävaråns huvudavrinningsområde. Hästtjärnen ligger i Sävarån Natura 2000-område.